# 鎌倉大草紙
鎌倉大草紙（かまくらおおぞうし）とは、室町時代の鎌倉・古河公方を中心とした関東地方の歴史を記した歴史書・軍記物。康暦2年（天授6年/1380年）より文明11年（1479年）の100年間の歴史を記している。『太平記』を継承するという意味から太平後記の別称がある。全3巻。
戦国時代初期の作品と推定されている。永享の乱から結城合戦について扱った中巻は『結城戦場記』（『永享記』）とほぼ同文であり、早い時期に逸失して別の書籍から補われた可能性が高い。
作者は不明だが、東常縁と斎藤妙椿との和歌問答や享徳の乱によって千葉氏の嫡流となったいわゆる「下総千葉氏」の存亡の機となった臼井城攻略戦で締めくくられており、千葉氏のかつての嫡流であったいわゆる「武蔵千葉氏」を擁護する記載が見られることから、武蔵千葉氏を支援して下総千葉氏と争った東常縁の関係者を著者と推定する説が有力である。また上・中巻と下巻の1までには全体に鎌倉公方足利氏に忠実な臣下としての関東管領上杉氏を賛美する記述があり、このような傾向は千葉氏に関する記述が増える下巻の2にはみられないことから、上巻から下巻の1までと下巻の2では作者が異なる可能性も指摘されている。
上巻には上杉憲春の諫死事件に始まり、伊達政宗の乱・上杉禅秀の乱・小栗満重の乱、甲斐武田氏の内紛を扱い、中巻は永享の乱・結城合戦を扱い、下巻は享徳の乱を扱って臼井城の攻防で締めくくられている。

## 刊本
- 『群書類従 第拾參輯』経済雑誌社、1894年5月4日、672-724頁。NDLJP:1879780/341。
- 内閣文庫蔵本：埼玉県 編『新編埼玉県史 資料編 8 (中世 4 記録 2) 本編』埼玉県、1986年、43-130頁。全国書誌番号:86046124。